# Zakład Piller-Neumanna

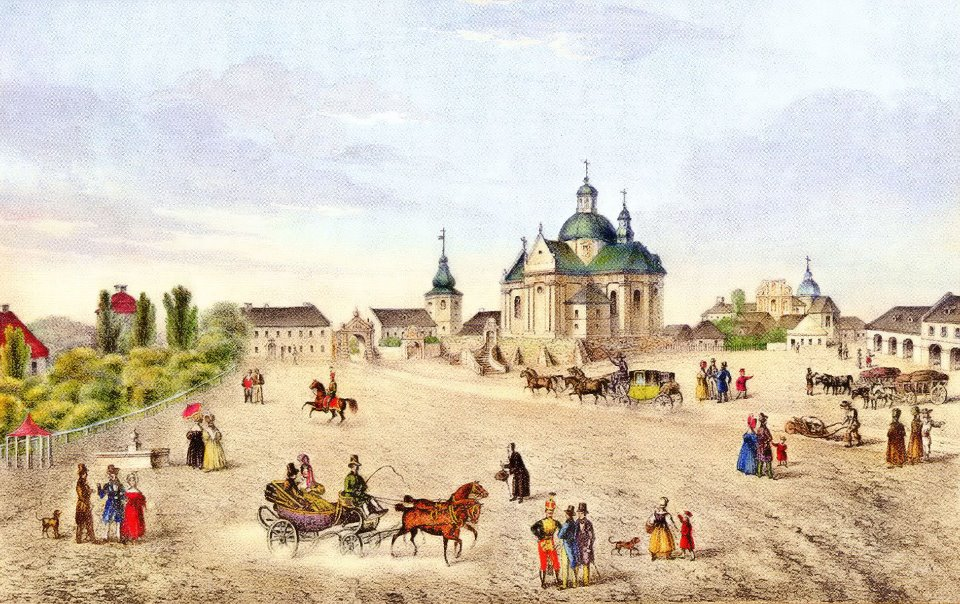
Litografia Karola Auera: Rynek w Żółkwi

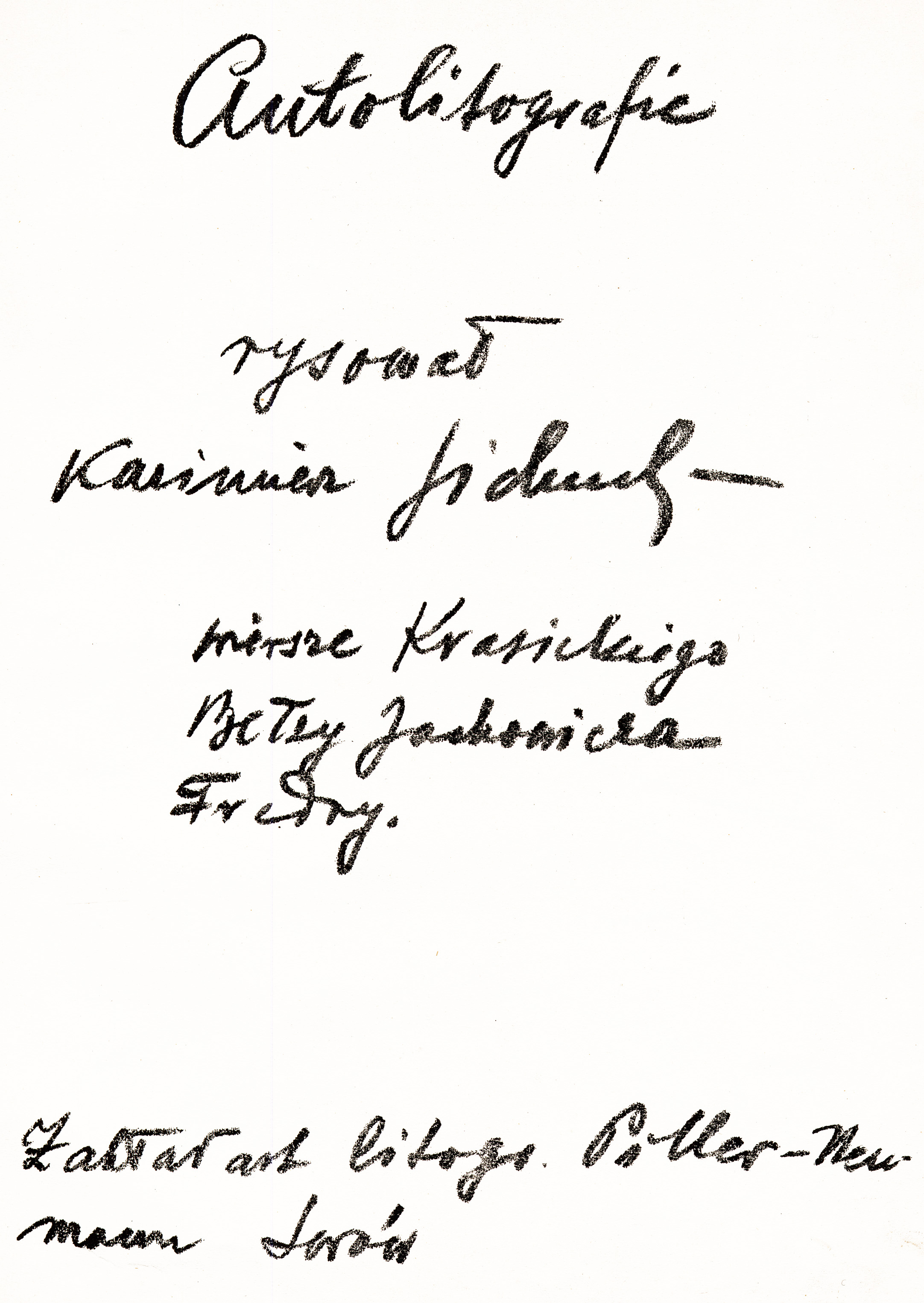
Tekst Kazimierza Sichulskiego 1925

Zakład poligraficzny Pillerów (później Zakład art. litogr. Piller-Neumanna) mieścił się we Lwowie przy ulicy Łyczakowskiej 3. Budynek został przebudowany w roku 1893 według projektu architekta Jana Tomasza Kudelskiego, a na fasadzie widniał herb Austrii oraz napis: „P. Piller'sche Buch- & Steindruckerey”.
Antoni Piller zamieszkał we Lwowie w roku 1772, zmarł w roku 1780. Wiadomo, że drukarnia prowadzona przez jego syna Józefa istniała już w roku 1796. 
Józef Piller sprowadził z Wiednia wyposażenie drukarni. Zajął się też księgarstwem i wydzierżawił lub nabył papiernię we wsi Szkło w powiecie jaworowskim. 
Drukarnią zarządzali kolejno wdowa po Antonim Józefa (1780-1787), syn Tomasz (1787-1796), Józef Jan (1790-1824) i dalsi spadkobiercy.  
Wielką rolę w rozwoju firmy odegrała żona Antoniego – Józefa, która po śmierci męża zarządzała drukarnią (od roku 1787) pod nazwą „Wdowa Józefa Pillerowa, Ces(arsko) Król(ewska) Gubern(ialna) typogr(afka). 
Wraz z mężem opanowała sztukę drukarską tak dobrze, że w ciągu trzech lat prowadziła drukarnię sama, a od roku 1783 pomagał jej syn Tomasz. Początkowo Józefa Pillerowa kontynuowała dotychczasowy asortyment, z czasem rozszerzyła go o wydawnictwo powieści, dramatów, poezji oraz coraz bardziej popularnych periodyków.
Kolejny właściciel zakładu, Piotr Piller w latach trzydziestych XIX wieku sprowadził z Pragi grafika Karola Auera, który został stałym współpracownikiem i dostawcą widoków miast galicyjskich, które Piller wydawał w formie albumów. W latach czterdziestych XIX wieku Auer wykonał dla czasopisma „Lwowianin” portret Bolesława Chrobrego, ukazały się też portrety Kazimierza Jagiellończyka, Aleksandra Fredry, metropolity Anastazego Szeptyckiego, generała Józefa Dwernickiego, Teofila Lenartowicza, Bohdana Zaleskiego, M. Hryniewieckiego, Michała Kuziemskiego i in. 
Dzięki Auerowi ukazały się widoki lwowskiego ratusza, klasztoru i kościoła Benedyktynek, siedziby Bractwa Kurkowego, jarmarku u stóp cerkwi św. Jura, ruin Wysokiego zamku. 
W roku 1893 córka kolejnego właściciela drukarni Kornela Pillera (1823-1885), Kazimiera, wyszła za mąż za Józefa Neumanna (1857-1932), przyszłego prezydenta miasta Lwowa. Z tej okazji drukarnia Pillera uzyskała nazwę od połączonych nazwisk Piller-Neumana i pod tą nazwą działała do roku 1939. Oprócz wydawnictw, w których litograficzne ilustracje były przenoszone na kamienne płyty drukarskie przez pracowników firmy, ukazywały się wydawnictwa autolitograficzne, jak np. Kazimierza Sichulskiego „Moim dzieciom wybrane wierszyki” (1925), gdzie sam artysta nanosił kredkami i tuszami rysunki na płytach drukarskich. 